# Ali Lutfi Mahmud
Alí Lutfi Mahmud (en árabe: علي لطفى محمود‎; El Cairo, 6 de octubre de 1935-ibídem, 27 de mayo de 2018) fue un economista, profesor y político egipcio, que se desempeñó como primer ministro de la República Árabe de Egipto entre 1985 y 1986.

## Biografía
Nacido en El Cairo en octubre de 1935, desde 1957 fue profesor de economía en la Universidad Ain Shams.
Entre 1978 y 1980 fue ministro de Finanzas de Egipto y luego sirvió como directivo del Banco de Comercio y Desarrollo de El Cairo. Fue miembro de la delegación egipcia que acompañó al presidente Anwar el-Sadat para firmar los acuerdos de Camp David con Israel en 1978.
En septiembre de 1985 el presidente Hosni Mubarak lo designó primer ministro, ocupando el cargo durante más de un año. Posteriormente se convirtió en jefe del Consejo de la Shura (cámara alta del parlamento). También fue asesor económico de Mubarak.
Llevó a cabo investigaciones económicas y publicó libros en árabe, inglés y francés. En 1992 recibió el Premio Estatal al Mérito en ciencias sociales.
Falleció en un hospital de El Cairo en mayo de 2018 a los 82 años.